# Valdelinares
Valdelinares – gmina w Hiszpanii, w prowincji Teruel, w Aragonii, o powierzchni 55,09 km². W 2011 roku gmina liczyła 106 mieszkańców.